# Gerry Bamman
Gerry Bamman (ur. 18 września 1941 w Independence) – amerykański aktor. 
Odtwórca roli wujka Franka w komedii bożonarodzeniowej Chrisa Columbusa Kevin sam w domu (1990) i jej sequelu Kevin sam w Nowym Jorku (1992).

## Życiorys
Urodził się w Independence w stanie Kansas jako syn Mary M. (z domu Farrell) i żeglarza Harry’ego W. Bammana. Uczęszczał St. Francis de Sales High School w Toledo w Ohio, później ukończył New York University z tytułem magistra sztuk pięknych.
W 1977 debiutował na Broadwayu w sztuce Antona Czechowa Wiśniowy sad jako kupiec Łopachin, kancelista Epichodow, kupiec Jermołaj Aleksiejewicz Łopachin i kancelista Sjemion Pantielejewicz Jepichodow. Powrócił na scenę w przedstawieniach: Przypadkowa śmierć anarchisty Dario Fo (1984) w roli inspektora Bertozzo, Egzekucja sprawiedliwości (1986) jako prokurator Thomas F. Norman, Wujaszek Wania Antona Czechowa (1995) w roli zubożałego ziemianina Ilji Telegina, Kupiec wenecki Williama Szekspira (2010–2011) jako Książę wenecki i Wróg ludu Henrika Ibsena (2012). 
Po raz pierwszy trafił przed kamery filmowe w roli oficera ds. rezerwacji w dramacie krótkometrażowym Marco (1978). Potem grał postać Teda Maloufa w dramacie ITV Sajgon: Rok kota (Saigon: Year of the Cat, 1983) z Judi Dench, pana Sloana w komediodramacie o dorastaniu Old Enough (1984) z udziałem Alyssy Milano, Artiego w dramacie muzycznym CBS Sentymentalna podróż (Sentimental Journey, 1984) w reżyserii Jamesa Goldstonea z Jaclyn Smith, George’a Whitmana w dramacie kryminalnym CBS Prominenci (Brass, 1985) i asystenta prokuratora USA w dramacie sądowym Odwaga (Courage, 1986) z Sophią Loren. 
Wystąpił w produkcjach kinowych takich jak komedia Herberta Rossa Tajemnica mojego sukcesu (1987), komedia romantyczna Rogera Donaldsona Koktajl (1989), melodramat sensacyjny Micka Jacksona Bodyguard (1992) i dramat George’a Millera Olej Lorenza (1992). W czterech odcinkach serialu NBC Prawo i porządek (1996, 1998, 2000, 2001) zagrał prawnika Stana Gilluma
W 1996 za rolę Richarda M. Nixona w produkcji off-Broadwayowskiej Nixon Nixona został uhonorowany nagrodą Obie. 
W 2002 był nominowany do nagrody Grammy dla najlepszego albumu mówionego za The Complete Shakespeare Sonnets (1999). 
w latach 1991–2005 różne role w serialach pt. Prawo i porządek i Prawo i porządek: sekcja specjalna.

## Życie prywatne
12 sierpnia 1981 wziął ślub z reżyserką i scenarzystką Emily Mann, jednak potem się rozwiedli. Mają razem syna Nicholasa.

## Filmografia

### Filmy
- 1987: Tajemnica mojego sukcesu jako Art Thomas
- 1988: Koktajl jako turysta
- 1989: Samotny w obliczu prawa jako Brian Nevins
- 1989: Ogary z Broadwayu jako inspektor McNamara
- 1989: Różowy cadillac jako Buddy
- 1990: Godziny rozpaczy jako Ed Tallent
- 1990: Kojak: Trzeba być ślepym (TV) jako Warburton
- 1990: Kevin sam w domu jako Frank McCallister, wujek Kevina
- 1992: Kevin sam w Nowym Jorku jako Frank McCallister, wujek Kevina
- 1992: Bodyguard jako Ray Court
- 1992: Olej Lorenza jako dr Judalon
- 1994: Władcy marionetek jako Viscott
- 1996: Długi pocałunek na dobranoc jako agent CIA
- 1998: Wielkie nadzieje jako Ted Rabinowitz
- 1999: Supergwiazda jako pastor John
- 2000: Urbania jako Don
- 2003: Ława przysięgłych jako Herman Grimes
- 2004: Na zakręcie jako Albert

### Seriale
- 1987: Crime Story jako Gerry McNeeley
- 1987: McCall jako anonimowy
- 1991: Prawo i porządek jako porucznik Kennedy ds. Spraw Wewnętrznych
- 1991: Sprawiedliwi jako sędzia Bayard Parkins
- 1991: Loving jako wielebny Ford
- 1991: Prawnicy z Miasta Aniołów jako sędzia Gary Gates
- 1995: Prawo i porządek jako Dean Pollard
- 1996: Ostatni do wzięcia jako dr Bradford
- 1996–2001: Prawo i porządek jako adwokat Stan Gillum
- 1998: Oblicza Nowego Jorku jako Hicks
- 1998: Seks w wielkim mieście jako Shrink
- 2000: Prawo i porządek: sekcja specjalna jako Craig Prince
- 2002: Prawo i porządek: sekcja specjalna jako oskarżyciel Schaefer
- 2004: Wołanie o pomoc jako lekarz
- 2004–2005: Prawo i porządek jako sędzia Thomas Everton
- 2008: Na granicy prawa jako sędzia Sydney Hanlon
- 2010: Układy jako lekarz
- 2012: Made in Jersey jako sędzia Harrison
- 2014: Żona idealna jako klient Diane
- 2015: The Following jako Charles